# 平野绫
平野绫（日语：平野 綾／ひらの あや Hirano Aya，1987年10月8日—）是日本女演员兼歌手。童星时期以出演电视广告入行，2001年通过动画《天使的尾巴》首次担任声优工作。
2006年因主演《凉宫春日的忧郁》系列成名，相继获得2007年东京动画奖声优部门赏及声优奖最佳新人奖，代表作还包括《死亡笔记》弥海砂、《幸运星》泉此方、《妖精的尾巴》露西·哈特菲利亚等角色配音。2010年起转型影视剧及舞台剧演员，主演《这算不上偶像！？》（2012）、《缪斯之镜》（2012）等作品。
平野绫在2000年代末至2010年代初被视为"偶像声优"的代表人物，亦是少数成功跨界主流娱乐圈的声优。除配音工作外，现以环球Sigma（Universal Sigma）为音乐厂牌发行作品，2006年推出首支单曲《突破》（Breakthrough），2008年发行首张专辑《Riot Girl》。

## 早年生活
平野绫1987年10月8日出生于日本爱知县名古屋市。 因父亲外派工作，2岁至3岁期间随家庭旅居美国纽约， 这段经历使其在语言形成关键期接触沉浸式英语环境。1990年观览百老汇音乐剧《彼得潘》后确立表演志向

## 个人经历
- 平野的兴趣爱好是阅读和收集银制饰品，幼年曾在美国生活。
- 1998年，她加入东京儿童剧团，开始参与电视广告等演出。
- 2001年，凭借动画《天使のしっぽ》（日语原名，意为《天使的尾巴》）中“桃桃”一角正式出道。
- 2002年，她与吉田有希、伊藤彩华组建声优组合Springs。
- 在高中时期（至2006年3月毕业）她以在校生声优身份持续活动；毕业后转为全职声优，陆续担任多个动画角色的配音。
- 2006年3月8日，作为歌手推出首支单曲《Breakthrough》。
- 2006年4月起，她开始就读玉川大学文学部。同年，她演唱的动画《凉宫春日的忧郁》片头曲《是冒險對吧對吧？》、片尾曲《晴天愉快》、剧中歌集单曲《涼宮春日的結集 ～動畫「涼宮春日的憂鬱」劇中歌集～》及个人第三张单曲《明日のプリズム》均创下记录，并参与《HEY!HEY!HEY!MUSIC CHAMP》及 Animelo Summer Live 2006 -OUTRIDE- 等演出；她亦在 Lantis 举办首次个人表演亮相。
- 2007年，其演唱的《幸运☆星》片头曲《拿去吧！水手服》引发热潮，并获得第一届声优奖新人女演员奖及东京国际动画博览会第六届声优奖。7月7日，她作为来宾参加 Animelo Summer Live 2007 -Generation-A- 。
- 她於2008年獲得聲優獎主演女優賞和歌唱賞。
- 2008年5月1日，官方創立fan club「平野塾」（平野塾）。
- 2008年8月31日，參與『Animelo Summer Live 2008 -Challenge-』演出。
- 2008年10月・11月，舉辦首次演唱會『RIOT TOUR』。
- 2009年，第九張單曲「Super Driver」獲得Oricon單曲週排行榜第三名。
- 2009年8月23日，參加『Animelo Summer Live 2009 -REBRIDGE-』的演出。
- 2011年4月7日，她在Twitter上表示，Space Craft Entertainment禁止她出演新番。[6]
- 2011年8月12日，宣布將於8月20日退出Space Craft Entertainment和關閉平野塾。[7]
- 2011年8月21日，移籍Grick，並表示新粉絲俱樂部將於不久後成立。[8][9]
- 2016年9月26日，她宣布從美國短期留學畢業並返回日本。
- 2017年8月3日，其於手機遊戲「歌マクロス スマホDeカルチャー」代替引退聲優櫻井智飾演米蓮·吉納斯一角。
- 2017年8月25日，她与茅原実里、後藤邑子二人一起在Animelo Summer Live上演唱《凉宫春日的忧郁》曲目。
- 2024年1月3日，她宣布与演员谷口賢志（日语：谷口賢志）结婚，兩人透過舞臺劇《鏈鋸人》邂逅對方。然而，他們剛結婚不久就發生婚變。根據《週刊文春》9月11日的報道，她曾於4月末與谷口發生激烈爭執而需要執法人員到場處理，之後谷口離家出走，兩人自6月起透過律師辦理離婚，但由於雙方均認為自己是家庭暴力的受害者，並否認施暴行為，在離婚原因上未能達成共識。[10]
- 2024年9月17日，参加综艺节目超・乃木坂明星誕生！第60期[11]。
- 2025年8月5日，她與谷口賢志同时在X個人官方帳戶發表正式離婚声明。[12]

## 人物
- 在線上廣播第19回中談到結婚話題時，主持人鹿野優以問到平野時回應「沒有（這個念頭）耶，完全不會想（結婚），從小時候就從來沒有想過了。」以及「結婚的話不就會被法律給綁住嗎」，反映出平野一點都不像19歲的冷淡結婚觀念。
- 在TV動畫《涼宮春日的憂鬱》的官方FanBook裡的訪談中答道「（在看春日原作的時候）想說『啊、對我來說是不可能的（あ、自分には無理だ）』（中略）平時的我不是那麼地有精神（笑）」。
- 同為聲優的江里夏是她在同一中學的學妹。
- 興趣是彈吉他和看書，喜歡的書是宮部美幸的《蒲生邸事件》。
- 愛吃的東西是橄欖。
- 十分喜愛埃及。
- 常常美甲。
- 圈內知名的貧乳，且常常因此被歌迷和动漫宅吐槽，但仍出過泳裝寫真集。
- 她最喜歡的句子是「所謂的存在，就是創造自我（存在するということは、自分を創造することだ）」。
- 假日常常睡一整天。
- 似乎被柚木涼香說服裝「既性感又可愛」的樣子。
- 初中時有偏頭痛，之後發現腦下垂體有腺腫，因手術的治療令她的聲音有鼻音。
- 喜歡比自己年長10歳的男性。
- 擅長模仿蜡笔小新的野原新之助（在幸運☆星裡她所飾演的此方有模仿過）。
- 因为她的声线是有小小的鼻音，所以声音辨识度很高。
- 初次現場演唱時表現並不理想，使平野綾的現場演唱能力遭到懷疑。

## 演出作品
※粗體字表示說明飾演的主要角色。

### 電視動畫
2001年
- 天使的尾巴（桃桃）

2002年
- 天使特警（琉美艾爾）

2003年
- 天使的尾巴 Chu!（桃桃）
- 戰鬥陀螺 G-REVOLUTION（敏敏）

2004年 
- B傳說! 戰鬥彈珠人（キャラット）

2005年
- B傳說! 戰鬥彈珠人 炎魂（菲蕾斯）
- Canvas2~彩虹色的圖畫（美咲菫）
- 光速蒙面俠21（姊崎真守）

2006年
- 涼宮春日的憂鬱（涼宮春日）
- 地上最強新娘（中慈马早苗）
- 死亡筆記本（彌海砂）
- 武裝鍊金（武藤真尋）
- 鍊金三級魔法少女（帕卡娜）
- 校園迷糊大王二學期（笹倉葉子）
- NANA（芹澤蕾拉）
- ふぁいなりすと（芹澤炎夏）
- 銀河天使II（カルーア・マジョラム）
- 忍者少女（樒）

2007年
- 忍者少女第二季（樒）
- 幸運☆星（泉此方）
- 校園烏托邦 學美向前衝！（衛藤芽生）
- 龍鳴（嘉涅特·馬克琳）
- 麵包超人（藍精靈）

2008年
- 二十面相少女（美甘千津子）
- 楚楚可憐超能少女組（明石薫）
- 超時空要塞 Frontier（寧寧·蘿拉、米娜·罗珊）
- 夕陽染紅的坡道（長瀬湊）
- 虎子（能乃村步巳）
- 武裝機甲（九条美海）
- 萌學★5（めがみさま）
- 意外（永澤怜子）

2009年
- 瑪莉亞狂熱（祇堂靜珠）
- WHITE ALBUM（森川由綺[13]）
- 女王之刃（光明天使 娜娜艾露）
- 涼宮春日的憂鬱（2009年新作）（涼宮春日）
- FAIRY TAIL（露西·哈特菲利亞、露西·阿修雷、蕾拉·哈特菲利亞）
- 只想告訴你（胡桃澤梅）
- 七龍珠改（丹迪）
- 寶石寵物（佳娜德）

2010年
- 圣痕炼金士（葉卡捷林娜·庫萊（卡恰））
- 妖怪少爺（家長可奈）
- 黑执事2（漢娜·安娜費羅斯）

2011年
- 日常（第9話預告旁白）
- 只想告訴你 2ND SEASON（胡桃澤梅）
- 瑪利亞狂熱 ALIVE（祇堂靜珠）
- 圣痕炼金士II（葉卡捷林娜·庫萊（卡恰））
- 妖怪少爺 千年魔京（家長可奈）
- 獵人（日本電視台版）（門淇）

2012年
- 直笛與背包（沙夜）
- 銀魂'（今井信女）
- 少女與戰車（亞理紗）
- 宝石宠物 Kira☆Deco！（佳娜德、赤城绿等）
- 甜蜜小天使 短篇动画（加贺美厚子）

2013年
- THE UNLIMITED 兵部京介（明石薰、兵部京介（小孩））
- 宝石宠物 Happiness（佳娜德、北岛玫瑰）
- 直笛与背包（沙夜）
- 銀魂'（今井信女）
- GATCHAMAN Crowds（派曼）
- 寶石寵物 Twinkle☆特別篇（佳娜德）

2014年
- 宇宙浪子（咖啡機）
- 魔女的使命（薇可安德）
- Lady 寶石寵物（佳娜德）
- FAIRY TAIL 第二季（露西·哈特菲利亞、未來露西）
- 龙珠改 魔人布欧篇（丹迪）
- 火星異種「阿聶克斯1號篇」（珊卓·霍夫曼）
- 寄生獸 生命的準則（米奇）

2015年
- 龙珠超（丹迪）
- 銀魂°（今井信女）
- 小長門有希的消失（涼宮春日）
- 寶石寵物 魔法變身（佳娜德）
- 電波教師（刀禰大和）
- 科學小飛俠Crowds Insight（派曼）

2016年
- 銀魂°（今井信女）
- 槍彈辯駁3 －The End of 希望峰學園－ 未來篇（塔和最中）

2017年
- 銀魂.（今井信女）
- 莉露莉露妖精莉露～魔法之鏡～（佳娜德，宝石宠物穿越角色）

2018年
- FAIRY TAIL 最終章（露西·哈特菲利亞、蕾拉·哈特菲利亞）

2019年
- Animation x Paralympic：谁是你的英雄？（朝比奈翼）

2020年
- 碧蓝幻想 第二季 EX1（貝阿朵莉克絲）
- 前說！（平野老師）
- 小碧藍幻想！（貝阿朵莉克絲）

2022年
- POP TEAM EPIC（第2期）（POP子〈第1話A段〉）
- 秋葉原冥途戰爭（御徒町）

2023年
- IKIMONOSAN（副聲道[14]）

2024年
- ONE PIECE（莉莉絲[15]）
- FAIRY TAIL 100 YEARS QUEST（露西·哈特菲利亞[16]）

2025年
- 天久鷹央的推理病歷表（[17]患者的母親、鈴木桃花）
- 最近的偵探真沒用（風卷花[18]）

### 劇場版動畫
2007年
- 天使特警 剧场版（琉美艾尔）

2008年
- 劇場版BLEACH Fade to Black 君の名を呼ぶ（姊姊）

2009年
- ピューと吹く!ジャガー 〜いま、吹きにゆきます〜（ハミィ）
- 剧场版 Macross F 虚空歌姬（米娜·罗珊）

2010年
- 凉宫春日的消失（凉宫春日）
- 文學少女（朝倉美羽）

2011年
- 剧场版 Macross F 恋离飞翼（米娜·罗珊）

2012年
- 劇場版 FAIRY TAIL 鳳凰的巫女（露西·哈特菲利亞）

2013年
- 獵人劇場版：緋色幻影（蕾姿）
- 七龍珠Z 神與神（丹迪）

2015年
- 少女与战车 剧场版（亚里莎）

2017年
- 劇場版 FAIRY TAIL 龍之淚（露西·哈特菲利亞）

2020年
- 宝石宠物 Attacktrouble!（佳娜德）

2021年
- 名偵探柯南：緋色的彈丸（白鳩舞子）

2022年
- 七龍珠超 超級英雄（丹迪）

2025年
- 凡爾賽玫瑰（瑪麗·安東妮德[19]）

### OVA
2005年
- 我永遠的聖誕老人（小舞）

2008年
- EXAMURAI（爱玲）
- 真救世主传说 北斗神拳 托奇传（萨拉）
- 校園迷糊大王:三學期（笹倉葉子）
- 幸运星 OVA（泉此方）
- 魯邦三世 GREEN vs RED（有希子）

2009年
- 染紅的街道（長瀨湊）
- 聖鬥士星矢 THE LOST CANVAS 冥王神話（薩莎）

2010年
- 女王之刃 OVA 1（光明天使 娜娜艾露）
- 圣痕炼金士 OVA（葉卡捷林娜·庫萊（卡恰））
- 绝对可怜CHILDREN OVA（明石薰）
- 文学少女 回忆录（朝倉美羽）

2011年
- 圣斗士星矢 THE LOST CANVAS 冥王神话 第2期（萨莎）
- FAIRY TAIL 歡迎光臨妖精HILLS（露西·哈特菲利亞）
- FAIRY TAIL 妖精學園 不良少年與大姐頭（露西·哈特菲利亞）

2012年
- FAIRY TAIL 回憶之日（露西·哈特菲利亞）
- FAIRY TAIL 妖精們的合宿（露西·哈特菲利亞）

2013年
- FAIRY TAIL 心跳不已·龍舌蘭樂園（露西·哈特菲利亞）
- FAIRY TAIL×RAVE聖石小子（露西·哈特菲利亞）

2015年
- 小長門有希的消失（单行本第9卷附带BD）（涼宮春日）

2016年
- FAIRY TAIL 妖精們的懲罰遊戲（露西）
- FAIRY TAIL 納茲vs.梅比斯（露西）
- FAIRY TAIL 妖精們的聖誕節（露西）

### 網路動畫
2009年
- 小涼宮春日的憂鬱（小涼宮春日）
- Nyoron 小鶴屋學姊（涼宮春日）

2013年
- HADIGIRL（神乐纱江）
- 宫河家的空腹（泉此方）

2024年
- 只想告訴你 3RD SEASON（胡桃澤梅[20]）

### 動態漫畫
2013年
- 羞羞女的戀愛考驗（神樂紗江[21]）

### 外語作品日語配音
2008年
- 迷走星球（週五Road show版）（麗莎）

2009年
- 七龍珠（電影）（布瑪）

2010年
- 犯罪现场调查（亨利·安德鲁斯）

2012年
- 城市猎人 (韩国电视剧)（金娜娜）
- 巨人 (韩国电视剧)（李美珠）
- 星舰战将：侵略者（Trigg）
- 能听见我的心吗？（奉友莉）

2013年
- 北狐物语（35周年重拍版）（蕾拉）
- 夺宝联盟（耶妮可）
- 曹操 (电视剧)（貂蝉）

2021年
- 魔法滿屋（伊莎貝拉·馬瑞格）

### 遊戲
2003年
- 天使的尾巴（桃桃）

2006年
- ふぁいなりすと（芹沢炎夏）
- （レイラ）

2007年
- 涼宮春日的約定（涼宮春日）
- 弧光之源（Lucia）
- 地上最強的新娘（中慈馬早苗）
- 幸運☆星之森（泉此方）

2008年
- 涼宮春日的困惑（涼宮春日）
- 秋之回忆6～T-wave～（箱崎智紗）
- 西格瑪和聲（月弓ネオン）
- 染紅的街道 ぱられる（長瀨湊）
- 家庭教師ヒットマンREBORN!DS フェイトオブヒート 炎の運命（莉佐娜）
- 家庭教師ヒットマンREBORN!DS フェイトオブヒートII運命のふたり（十年後的莉佐娜）
- 幸運☆星 〜陵桜学園 桜藤祭〜（泉此方）

2009年
- 涼宮春日的激動（涼宮春日）
- 涼宮春日的直列（涼宮春日）
- 涼宮春日的并列（涼宮春日）
- 召喚夜響曲 X ～TEARS CROWN～（艾梅莉亚）
- 秋之回忆6 Next Relation（箱崎智紗）
- MAGNACARTA 2（Zephie（公主） ）
- 武装机甲（九条美海）
- 刺客教條II （克莉絲汀娜）

2010年
- 人中之龍4 傳說的继承者（花）
- WHITE ALBUM －綴られる冬の想い出－（森川由綺）
- 刺客教條：兄弟會（克莉絲汀娜）
- 武装神姬 BATTLE MASTERS（电吉他型MMS Babyrazz）

2011年
- 人中之龍 OF THE END（花）
- 最終幻想：紛爭012（普莉修）
- 世界传说 光明神話3（日语：テイルズ オブ ザ ワールド レディアント マイソロジー3）（カノンノ）
- 女王之刃 螺旋波動（光明天使 娜娜艾露）

2012年
- 人中之龍5 夢實踐者（花）

2013年
- 怒首領蜂最大往生（樱夜）
- 超级机器人大战UX（九条美海）

2014年
- 少女与战车（PSV）（亚理纱）
- 絕對絕望少女 槍彈辯駁Another Episode（莫納卡）
- 人中之龍 維新（木戶松子幾松）

2015年
- ミステリートF～探偵たちのカーテンコール～（麻生优希）
- 碧藍幻想（貝阿朵莉克絲）
- 车娘收藏（スプリンタートレノ AE86、シーマ）

2016年
- 碧藍幻想（ベアトリクス）
- 最终幻想世界（无名少女）
- 钢铁华尔兹（ARL44、KV-5、Cromwell KK-VII）
- にゃんにゃん（Sora）

2017年
- 碧藍幻想（ベアトリクス、ゴッドガード・ブローディア）
- 巴哈姆特之怒（ゴッドガード・ブローディア）
- 白貓Project（露西·哈特菲利亞）
- 歌マクロス スマホDeカルチャー (米蓮·吉納斯)
- 异度神剑2（韦驮天）

2018年
- 人中之龍 online（花）
- 人中之龍4 傳說的繼承者 HD移植版 （花）
- 超级机器人大战X-Ω（九条美海）
- 银魂乱舞（今井信女/骸）
- 闪光传说（カノンノ・グラスバレー）
- 少女与战车 梦幻战车对决（亚理纱）
- 三国BASSA!!（孙权）
- Re:Stage!棱镜阶梯（泉此方）
- Shadowverse 闇影詩章 (神之盾·布羅蒂雅)
- BLEACH: Brave Souls（姊姊）

2019年
- FAIRY TAIL DiceMagic（露西·哈特菲利亚）
- 人中之龍5 夢 實踐者 HD移植版 （花）
- Dragalia Lost ～失落的龍絆～（牡丹）
- 凯瑟琳 Full Body（凯瑟「琳」）
- 女王之刃 WHITE TRIANGLE（光明天使 娜娜艾露）
- Witch’s Weapon -魔女兵器-（银）

2020年
- 妖精的尾巴（露西·哈特菲利亚）
- 放置少女～百花缭乱的萌姬们～（露西·哈特菲利亚）
- 女神十一人 vivid!（娜娜艾露）
- 蜘蛛侠：迈尔斯·莫拉雷斯（芬·梅森）
- 龙珠Z 卡卡罗特（丹迪）

2021年
- Re：从零开始的异世界生活 虚假的王选候补（Sakura Element）
- 妖精的尾巴：公会大师（露西·哈特菲利亚）
- 八月的灰姑娘棒球队（凉宫春日）
- 世界弹射物语（贝阿朵丽丝、凉宫春日）
- 偶像大师 灰姑娘女孩 星光舞台（凉宫春日）
- 出租女友 女主角全明星（露西·哈特菲利亞）
- 贞子M 未解决事件侦探事务所（嬉野巡）
- 噩梦游戏（露西·哈特菲利亚）
- 明日方舟 (焰尾)
- PUBG Mobile（凉宫春日）

2022年
- 圣斗士星矢：黄道十二宫勇士（女神雅典娜）
- 大召唤师（露西·哈特菲利亚）
- 怪物弹珠（刘邦）
- 武装神姬 BATTLE MASTERS（电吉他型MMS 贝拉斯）

2023年
- 人中之龙 维新！极（几松）
- 歧路旅人II（歐修忒）
- 御城计划：RE〜CASTLE DEFENSE〜（旧调查兵团本部）
- 龙珠：破界斗士（丹迪）
- Fate/Samurai Remnant（多羅西婭・科耶特）
- 天空要塞：奥德赛（罗顿）

2024年
- 圣罗兰骑士团（缇尔）
- 超时空要塞：Shooting Insight（米莲·吉纳斯）
- 龙珠：电光炸裂 Zero（丹迪）
- 妖精的尾巴2（露西·哈特菲利亚）

2025年
- 神秘之旅：八十神薰的挑战！（麻生优希）
- 梦幻模拟战 Mobile （露西·哈特菲利亚）

### 電視劇
2000年
- 多重人格偵探-雨宮一彥的歸還（ロリータ℃）

2011年
- 海螺小姐65周年特别节目（未来のかおり）

2012年
- 繆斯之鏡（2012年1月14日 - 、日本電視台）（彩吹うらら）
- こんなのアイドルじゃナイン!?（日语：こんなのアイドルじゃナイン!?）（2012年1月 - 、日本電視台）（權田麻理）
- 儿童警察（饰演 林舞子）
- 勇者義彥和惡靈之鑰（2012年、東京電視台）（艾莉）

2013年
- 税务调査官·窓际太郎的事件簿 第25作（福留絵里奈）

2021年
- 声春！ （岩尾老师）

2023年
- 聽我的電波吧（茅代圓[22]）
- 將冒險裝進口袋（目黑洋子）

2024年
- 传说头目 翔（陣内響美）
- 令和的三英傑!（徳川春日）

### 电影
2012年
- 缪斯之镜剧场版（彩吹うらら）

2013年
- 虎面人（真人电影）（マキ）

### 舞台剧
2011年
- 呼啸山庄（音乐剧）（凯萨琳·恩肖）

2012年
- 戯伝写楽 -その男、十郎兵衛-（舞台剧）（浮雲）
- ウサニ（话剧）（ウサニ）

2013年
- 悲惨世界 (音乐剧)（爱潘妮）

2014年
- Lady Bess（音乐剧）（伊丽莎白一世）
- W・シェイクスピア HUMAN（舞台剧）（ジュリエット）
- 莫扎特（音乐剧）（Constanze Mozart）

2015年
- 蒙提·派森之火腿骑士（英语：Spamalot）（音乐剧）（湖中妖女）

2016年
- エドウィン・ドルードの謎（音乐剧）（ローザ・バッド）
- MURDER BALLAD（音乐剧）（萨拉）

2017年
- Comedy Tonight（音乐剧）（美津）
- Lady Bess（音乐剧）（伊丽莎白一世）

2018年
- 子弹横飞百老汇（Olive Neal）

2023年
- 鏈鋸人（真紀真[23]）

2024年
- 謝謝你，在世界的角落找到我（音樂劇）（白木玲[24]）

### 海外電影
- 神偷大劫案（晏妮可〈全智賢〉）

### 廣播劇
- 涼宮春日的憂鬱 SOS團電台分部（於關西廣播電台及播出）（凉宫春日）
- 仰望半月的夜空（夏目小夜子）
- 瑪莉亞狂熱（祇堂静珠）
- 佰物語（忍野忍）
- 文學少女 渴望死亡的小丑（朝倉美羽）

### 廣播劇CD
- 羞羞女的戀愛考驗（神樂紗江[25]）

### 电视旁白
- 解体新ショー（NHK総合、2007年4月 - 2009年3月）
- ピカルの定理（フジテレビ、2010年10月 - 2011年3月）
- ティーンズプロジェクト フレ☆フレ（NHK Eテレ、2012年4月 - ）
- おうちサプライズ（日本テレビ、2013年4月 - ）

### 音樂CD

#### 單曲
- 2006年
  - Breakthrough（2006年3月8日）
    - 1:Breakthrough
    - 2：一番星
    - 3：Breakthrough（off vocal）
    - 4：一番星（off vocal）

  - 是冒險對吧對吧？（2006年4月26日）
    - 1：是冒險對吧對吧？
    - 2：感覺風向的緞帶
    - 3：是冒險對吧對吧？（off vocal）
    - 4：感覺風向的緞帶（off vocal）

  - 明日的三稜鏡（2006年9月6日）
    - 1：明日的三稜鏡
    - 2：喜悅之歌
    - 3：明日的三稜鏡（off vocal）
    - 4：喜悅之歌（off vocal）

- 2007年
  - LOVE★GUN（2007年10月10日）
    - 1:LOVE★GUN
    - 2:GLITTER
    - 3:LOVE★GUN（OFF VOCAL）
    - 4:GLITTER（OFF VOCAL）

  - NEOPHILIA（2007年11月7日）
    - 1:NEOPHILIA
    - 2:forget me nots...
    - 3:NEOPHILIA（OFF VOCAL）
    - 4:forget me nots...（OFF VOCAL）

  - MonStAR（2007年12月5日）
    - 1:MonStAR
    - 2:Love Song
    - 3:MonStAR（OFF VOCAL）
    - 4:Love Song（OFF VOCAL）

- 2008年
  - Unnamed World（2008年4月23日）
    - 1:Unnamed world
    - 2:Maybe I can't good-bye.
    - 3:Unnamed world（OFF VOCAL）
    - 4:Maybe I can't good-bye. （OFF VOCAL）

- 2009年
  - Set me free／Sing a Song!（2009年4月29日）
    - 1:Set me free
    - 2:Sing a song!
    - 3:Set me free（off vocal）
    - 4:Sing a song!（off vocal）

  - Super Driver（2009年7月22日）
    - 1:Super Driver
    - 2:愛我!
    - 3:Super Driver（off vocal）
    - 4:愛我!（off vocal）

- 2010年
  - Hysteric Barbie（2010年6月23日）
    - 1:Hysteric Barbie
    - 2:キセキノイロ
    - 3:ダリア

- 2013年
  - TOxxxIC（2013年2月20日）
    - 1:TOxxxIC
    - 2:ミライボイジャー
    - 3:ミライボイジャー -アヤ Ver.-
    - 4:TOxxxIC -Instrumental-
    - 5:ミライボイジャー -Instrumental-

#### 專輯
- RIOT GIRL(2008年7月16日)
- Speed☆Star(2009年11月18日)
- FRAGMENTS(2012年5月23日)
- vivid（2014年2月19日）

#### 精選專輯
- AYA MUSEUM(2011年5月25日)

#### 合作單曲
- 淚NAMIDA淚(2008年10月8日)
  - 1:淚NAMIDA淚
  - 2:ＷＩＮ
  - 3:淚NAMIDA淚 (off vocal)
  - 4:ＷＩＮ(off vocal)

#### 其他
- 涼宮春日的憂鬱 角色CD Vol.1 涼宮春日
  - 1：パラレルDays
  - 2：SOSならだいじょーぶ
  - 3：ハレ晴レユカイ
  - 4：パラレルDays(off vocal)
  - 5：SOSならだいじょーぶ(off vocal)
  - 6：ハレ晴レユカイ(off vocal)

- 涼宮春日的結集 ～動畫「涼宮春日的憂鬱」劇中歌集～
  - 1：God knows...
  - 2：Lost my music
  - 3：戀のミクル伝説

- ハレ晴レユカイ
  - 1：ハレ晴レユカイ
  - 2：うぇるかむUNKNOWN
  - 3：ハレ晴レユカイ(off vocal)
  - 4：うぇるかむUNKNOWN(off vocal)

- 最強パレパレード
  - 1：最強パレパレード
  - 2：運命的事件の幸福
  - 3：最強パレパレード(off vocal)
  - 4：運命的事件の幸福(off vocal)

- もってけ！セーラーふく（幸運☆星）

- エンディングテーマ集～ある日のカラオケボックス～（幸運☆星）

- もってけ!セーラーふくRe-Mix001～7 burning Remixers～（幸運☆星）

- コスって！オーマイハニー（幸運☆星）

- らき☆すた　キャラクターソングCD Vol.001　泉こなた（幸運☆星）

- あかね色に染まる阪 ED6「目覺めない wish...」（2008年12月25日）
  - 1: 目覺めない wish...
  - 2: ai・ココカラ
  - 3: 目覺めない wish...(instrumental）
  - 4: ai・ココカラ(instrumental）

- 涼宮ハルヒ 新楽曲（2025年8月）
  - 第1弾：無敵的ハピネス！
  - 第2弾：Chasing destiny
  - 第3弾：Colorful Starting Line

### DVD
2008年
- 1st 寫真 DVD 「ラブレター(Love Letter)」
- 2nd 寫真 DVD 「ラブストーリー(Love Story)」

2009年
- 1st LIVE 2008 「RIOT TOUR」LIVE DVD
- 2nd 寫真 DVD  I Love You

## 書籍
- 平野綾写真集 H 〜STAIRWAY to 20〜 (2007年、角川書店)
- 1/19 Bpm(ナインティーン ビー・ピー・エム)(2007年、主婦の友社)
- 公式フォトBook 「Aya FILE.1」(2008年、スペースクラフト・エンタテインメント)
- Aya FILE special edition ～1st LIVE 2008 「RIOT TOUR」LIVE PHOTO BOOK～(2009年)

## 廣告
- (電視演出)
- 花王 - (電視演出)
- 日清 - (電視演出)
- 萬代 - 天使的尾巴(一般電視／衛星電視台同步播映)
- 東武百貨店(吊式海報廣告)

## 外部連結
- Aya Hirano Official Website （页面存档备份，存于）（日語）
- Grickによるプロフィール （页面存档备份，存于）（日語）
- 平野 綾 - UNIVERSAL MUSIC JAPAN （页面存档备份，存于）（日語）
- 平野绫的X（前Twitter）（日語）
- 平野綾的Instagram帳戶（日語）